# Cubelles (Hiszpania)
Cubelles – gmina w Hiszpanii, w prowincji Barcelona, w Katalonii, o powierzchni 13,33 km². W 2011 roku gmina liczyła 14 375 mieszkańców.